# Генерал кінноти
Генера́́л кінно́ти (нім. General der Kavallerie) — військове звання генеральського складу кінноти в Збройних силах Німеччини (Імперська армія Німеччини, Рейхсвер, Вермахт), а також в австро-угорській армії. У вермахті звання «генерала кінноти» знаходилося по старшинству між генерал-лейтенантом та генерал-полковником.
Це звання правильніше називати «генерал роду військ», тому що воно дорівнювалося до чинів:
- «генерал від інфантерії»,
- «генерал артилерії»,
- «генерал танкових військ»,
- «генерал парашутних військ»,
- «генерал гірсько-піхотних військ»,
- «генерал авіації»,
- «генерал інженерних військ»,
- «генерал військ зв'язку» тощо.

## Генерали кіннотиТретього Рейху
| - Дітер фон Бем-Бецінг (нім. Diether von Boehm-Bezing) (1880—1974) — генерал до розпорядження - Вальтер Бремер (нім. Walter Braemer) (1883—1955) - Георг Брандт (нім. Georg Brandt) (1876—1945) — генерал до розпорядження - Теодор Брантнер (нім. Theodor Brantner) (1882—1964) - Граф Анатоль фон Бредов (нім. Anatol Graf von Bredow) (1859—1941) — генерал запасу - Конрад фон Госслер (нім. Konrad von Goßler; 1881—1939) - Франц Марія фон Дальвіг цу Ліхтенфельс (нім. Franz Maria von Dalwigk zu Lichtenfels) (1876—1947) - Гюнтер фон Ецель (нім. Günther von Etzel) (1862—1948) — генерал запасу - Ніколаус фон Форманн (нім. Nikolaus von Vormann) (1895—1959) - Курт Фельдт (нім. Kurt Feldt) (1887—1970) - Ганс Файге (нім. Hans Feige) (1880—1953) - Отто фон Гарньє (нім. Otto von Garnier) (1859—1947) — генерал запасу - Барон Курт Людвіг фон Гінант (нім. Curt Ludwig Freiherr von Gienanth) (1876—1961) - Ерік Гансен (нім. Erick Hansen) (1889—1967) - Густав Гартенек (нім. Gustav Harteneck) (1892—1984) | - Гуго фон Кайзер (нім. Hugo von Kayser) (1873—1949) — генерал запасу - Філіпп Клеффель (нім. Philipp Kleffel) (1887—1964) - Вільгельм Кнохенгауер (нім. Wilhelm Knochenhauer;1878—1939) - Рудольф Кох-Ерпах (нім. Rudolf Koch-Erpach) (1886—1971) - Карл-Ерік Келер (нім. Karl-Erik Köhler) (1895—1958) - Ернст-Август Кестрінг (нім. Ernst-August Köstring) (1876—1953) - Барон Франц Кресс фон Крессенштайн (нім. Franz Freiherr Kreß von Kressenstein) (1881—1957) - Альфред фон Кюне (нім. Alfred von Kühne) (1853—1945) — генерал запасу - Максиміліан фон Позек (нім. Maximilian von Poseck; 1865—1946) — генерал запасу - Гюнтер фон Погрелль (нім. Günther von Pogrell) (1879—1944) - Граф Едвін фон Роткірх унд Трах (нім. Edwin Graf von Rothkirch und Trach) (1888—1980) - Егон фон Шметтов (нім. Egon von Schmettow; 1856—1942) — генерал запасу - Граф Фрідріх фон дер Шуленбург (нім. Friedrich Graf von der Schulenburg) (1865—1939) — генерал запасу - Лео Гайр фон Швепенбург (нім. Leo Geyr von Schweppenburg) (1886—1974), з 4 червня 1941 — генерал танкових військ - Георг Штумме (нім. Georg Stumme) (1886—1942), з 4 червня 1941 — генерал танкових військ - Зігфрід Вестфаль (нім. Siegfried Westphal) (1902—1982) |